# Політехнічний університет Бухареста
Політехнічний університет Бухареста (рум. Universitatea Politehnica din București) — найбільший технічний вищий навчальний заклад в Румунії.

## Історія
У 1818 році Георге Лазер перебрався з Трансільванії в Волощину. У тому ж році 24 березня він відкрив «Вищу школу для інженерів геодезії» з навчанням румунською мовою. До неї перейшли всі будівлі абатства святого Сави. Школа реорганізувалася в 1832 році.
Була використана система навчання за грантами. Випускник, що навчався за грантом, був зобов'язаний три роки відпрацювати на державу або повернути витрачені на його навчання кошти. До 1881 року тут не існувало вступних іспитів. Просто виключалися ті, хто погано вчився або не відвідувала заняття.
У 1887 академічний рівень навчального закладу «Школа мостів, доріг і шахт» став швидко рости під патронажем Георге Дука, який вважався на той момент найбільшим фахівцем в області залізниць. Його стараннями до викладання залучалися відомі вчені, такі як К. Істраті, С. Міронеску, С. Харет, Д. Еммануель та інші. Це показало, що Румунія в змозі сама готувати технічних фахівців, які раніше готувалися за кордоном.
У 1920 році, при керівництві Ніколає Васілеску-Карпена, школа була перетворена з «Національної школи мостів» в «Бухарестську політехнічну школу», яка навчала фахівців за чотирма напрямками.
У 1938 році до складу цього навчального закладу увійшли окремі, раніше самостійні, спеціалізовані в областях архітектури, промислової, сільськогосподарської та харчової хімії навчальні заклади. Починаючи з цього року, «Політехніка Букурешть» перейшла в підвідомчість міністерства національної освіти і стала навчати фахівців на семи факультетах.
У 1948 році від «Політехніка Букурешть» відділилися кілька факультетів. На їх основі виникли:
- Університет будівництва в Бухаресті;
- Архітектурний університет в Бухаресті;
- Факультет лісівництва в Брашові;
- Агрономічний інститут в Бухаресті;
- Гірська школа в Петрошані;
- Університет нафти і газу в Плоєшті;
- Факультет хімії харчових продуктів в Галаці;
- Факультет текстильної промисловості в Яссах.

До 1992 року іменувався «Політехнічний інститут Бухареста». Після революції він був перейменований в «Політехнічний університет Бухареста». 